# Panamerikanische Spiele 2015/Leichtathletik – Hochsprung der Männer

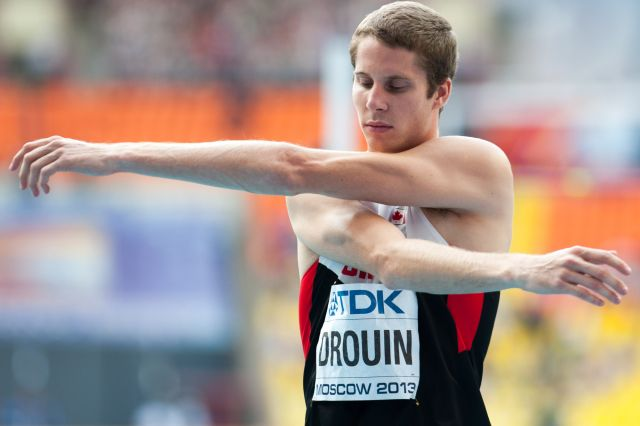
Der Sieger Derek Drouin (2013)

Der Hochsprung der Männer bei den Panamerikanischen Spielen 2015 fand am 25. Juli im CIBC Pan Am und Parapan Am Athletics Stadium in Toronto statt.
Elf Hochspringer aus sieben Ländern nahmen an dem Wettbewerb teil. Die Goldmedaille gewann Derek Drouin mit 2,37 m, Silber ging an Michael Mason mit 2,31 m und die Bronzemedaille gewann Donald Thomas mit 2,28 m.

## Rekorde
Vor dem Wettbewerb galten folgende Rekorde:
| Weltrekord        | Javier Sotomayor | 2,45 m | Salamanca, Spanien                                    | 27. Juli 1993 |
| Rekord der Spiele | Javier Sotomayor | 2,40 m | Panamerikanische Spiele in Mar del Plata, Argentinien | 25. März 1995 |

## Ergebnis
25. Juli 2015, 18:50 Uhr
| Platz | Athlet            | Land               | 2,15 | 2,20 | 2,25 | 2,28 | 2,31 | 2,34 | 2,37 | 2,41 | Höhe (m) |
| ----- | ----------------- | ------------------ | ---- | ---- | ---- | ---- | ---- | ---- | ---- | ---- | -------- |
|       | Derek Drouin      | Kanada             | o    | o    | o    | xo   | o    | xxo  | xo   | xxx  | 2,37 SB  |
|       | Michael Mason     | Kanada             | o    | o    | o    | xo   | o    | xxx  |      |      | 2,31     |
|       | Donald Thomas     | Bahamas            | o    | o    | o    | xo   | xxx  |      |      |      | 2,28     |
| 4     | Jeron Robinson    | Vereinigte Staaten | o    | o    | xo   | xxo  | xxx  |      |      |      | 2,28     |
| 4     | Jesse Williams    | Vereinigte Staaten | o    | o    | xo   | xxo  | xxx  |      |      |      | 2,28     |
| 6     | Ryan Ingraham     | Bahamas            | o    | o    | o    | xx–  | x    |      |      |      | 2,25     |
| 7     | Fernando Ferreira | Brasilien          | xo   | o    | xxx  |      |      |      |      |      | 2,20     |
| 7     | Edgar Rivera      | Mexiko             | xo   | o    | xxx  |      |      |      |      |      | 2,20     |
| 9     | Talles Silva      | Brasilien          | o    | xxo  | xxx  |      |      |      |      |      | 2,20     |
| 10    | Eure Yáñez        | Venezuela          | o    | xx–  | x    |      |      |      |      |      | 2,15     |
| 11    | Sergio Mestre     | Kuba               | xo   | xxx  |      |      |      |      |      |      | 2,15     |

Zeichenerklärung:
– = Höhe ausgelassen, x = Fehlversuch, o = Höhe übersprungen, r = Aufgabe (retired)